# Hymenaea travassii
Hymenaea travassii är en ärtväxtart som beskrevs av L.E.Paes. Hymenaea travassii ingår i släktet Hymenaea och familjen ärtväxter. Inga underarter finns listade i Catalogue of Life.